# Slave to the Music (James Morrison)
"Slave to the Music" is een nummer van de Britse singer-songwriter James Morrison. Het nummer verscheen op zijn album The Awakening uit 2011. Op 5 augustus van dat jaar werd het uitgebracht als de derde single van het album.

## Achtergrond
"Slave to the Music" is geschreven door Morrison en Toby Gad en geproduceerd door Gad. Morrison vertelde in een interview over de totstandkoming van het nummer: "'Slave to the Music' is een nummer waarvan ik dacht toen ik het had geschreven dat het best cool was. Het is het eerste nummer dat ik heb geschreven waarvan ik me kan voorstellen dat het wordt gedraaid in een club. Normaal gesproken kan ik me niet voorstellen dat een van mijn nummers in een club wordt gedraaid! Dus dat was een nieuwe ervaring voor mij."
"Slave to the Music" zou oorspronkelijk op 20 februari 2012 op single worden uitgebracht, maar op 5 augustus 2011 kreeg Nederland al een versnelde release. Het werd een grote hit met een tiende plaats in de Top 40 en een negende plaats in de Single Top 100 als hoogste noteringen. Toen de single in 2012 in de rest van de wereld uitkwam, stelde het teleur. In het Verenigd Koninkrijk behaalde het geen hitlijsten, in Frankrijk kwam het slechts tot de negentigste plaats en in Vlaanderen behaalde het de Ultratop 50 niet en bleef het steken op de zevende plaats in de "Bubbling Under"-lijst.

## Hitnoteringen

### Nederlandse Top 40
| Hitnotering: 20-08-2011 t/m 26-11-2011 | Hitnotering: 20-08-2011 t/m 26-11-2011 | Hitnotering: 20-08-2011 t/m 26-11-2011 | Hitnotering: 20-08-2011 t/m 26-11-2011 | Hitnotering: 20-08-2011 t/m 26-11-2011 | Hitnotering: 20-08-2011 t/m 26-11-2011 | Hitnotering: 20-08-2011 t/m 26-11-2011 | Hitnotering: 20-08-2011 t/m 26-11-2011 | Hitnotering: 20-08-2011 t/m 26-11-2011 | Hitnotering: 20-08-2011 t/m 26-11-2011 | Hitnotering: 20-08-2011 t/m 26-11-2011 | Hitnotering: 20-08-2011 t/m 26-11-2011 | Hitnotering: 20-08-2011 t/m 26-11-2011 | Hitnotering: 20-08-2011 t/m 26-11-2011 | Hitnotering: 20-08-2011 t/m 26-11-2011 | Hitnotering: 20-08-2011 t/m 26-11-2011 | Hitnotering: 20-08-2011 t/m 26-11-2011 |
| Week                                   | 1                                      | 2                                      | 3                                      | 4                                      | 5                                      | 6                                      | 7                                      | 8                                      | 9                                      | 10                                     | 11                                     | 12                                     | 13                                     | 14                                     | 15                                     |                                        |
| -------------------------------------- | -------------------------------------- | -------------------------------------- | -------------------------------------- | -------------------------------------- | -------------------------------------- | -------------------------------------- | -------------------------------------- | -------------------------------------- | -------------------------------------- | -------------------------------------- | -------------------------------------- | -------------------------------------- | -------------------------------------- | -------------------------------------- | -------------------------------------- | -------------------------------------- |
| Positie                                | 29                                     | 24                                     | 16                                     | 13                                     | 11                                     | 10                                     | 12                                     | 15                                     | 14                                     | 17                                     | 19                                     | 20                                     | 23                                     | 29                                     | 30                                     | uit                                    |

### Single Top 100
| Hitnotering: 13-08-2011 t/m 14-01-2012 | Hitnotering: 13-08-2011 t/m 14-01-2012 | Hitnotering: 13-08-2011 t/m 14-01-2012 | Hitnotering: 13-08-2011 t/m 14-01-2012 | Hitnotering: 13-08-2011 t/m 14-01-2012 | Hitnotering: 13-08-2011 t/m 14-01-2012 | Hitnotering: 13-08-2011 t/m 14-01-2012 | Hitnotering: 13-08-2011 t/m 14-01-2012 | Hitnotering: 13-08-2011 t/m 14-01-2012 | Hitnotering: 13-08-2011 t/m 14-01-2012 | Hitnotering: 13-08-2011 t/m 14-01-2012 | Hitnotering: 13-08-2011 t/m 14-01-2012 | Hitnotering: 13-08-2011 t/m 14-01-2012 |
| Week                                   | 1                                      | 2                                      | 3                                      | 4                                      | 5                                      | 6                                      | 7                                      | 8                                      | 9                                      | 10                                     | 11                                     | 12                                     |
| -------------------------------------- | -------------------------------------- | -------------------------------------- | -------------------------------------- | -------------------------------------- | -------------------------------------- | -------------------------------------- | -------------------------------------- | -------------------------------------- | -------------------------------------- | -------------------------------------- | -------------------------------------- | -------------------------------------- |
| Positie                                | 54                                     | 21                                     | 19                                     | 15                                     | 15                                     | 9                                      | 17                                     | 22                                     | 20                                     | 17                                     | 19                                     | 23                                     |
| Week                                   | 13                                     | 14                                     | 15                                     | 16                                     | 17                                     | 18                                     | 19                                     | 20                                     | 21                                     | 22                                     | 23                                     |                                        |
| Positie                                | 23                                     | 33                                     | 36                                     | 43                                     | 61                                     | 41                                     | 57                                     | 65                                     | 65                                     | 57                                     | 79                                     | uit                                    |

### NPO Radio 2 Top 2000
| Nummer met noteringen in de NPO Radio 2 Top 2000 | '12  | '13  | '14 | '15  |
| ------------------------------------------------ | ---- | ---- | --- | ---- |
| Slave to the Music                               | 1338 | 1733 | -   | 1977 |

1. ↑  Een '-' betekent dat het nummer niet was genoteerd en een vetgedrukt getal geeft de hoogste notering aan.
2. ↑  2012 was het eerste jaar met een notering voor dit nummer.
3. ↑  Deze tabel is bijgewerkt tot en met de laatste editie (2024).